# 孙璐
孙璐 (1972年1月—)，上海人，东南大学交通学院教授，主要从事公路、机场、桥梁结构健康监测与无损评估等方面的研究工作。入选中华人民共和国教育部第八批"长江学者"特聘教授。